# پخش آر سی سی
پخش آر سی سی (انگلیسی: RCC Broadcasting)، یک پخش کننده ژاپنی واقع در هیروشیما، ژاپن است. این وابسته به شبکه‌های رادیویی شبکه رادیویی ژاپن و شبکه رادیویی ملی (ژاپن) و شبکه تلویزیونی شبکه رادیویی ژاپن است.